# Severní Kaskády
Severní Kaskády jsou částí Kaskádového pohoří v Severní Americe. Leží na hranicích kanadské provincie Britská Kolumbie a amerického státu Washington a v Kanadě nesou oficiální název Kaskádové Hory. Většinou se zde nevyskytují sopky, i přesto sem ale patří stratovulkány Mount Baker, Glacier Peak a Coquihalla Mountain, které patří mezi Káskádové sopky. V Kanadě jsou známější spíše jako Kanadské Kaskády a jsou k nim přidělovány i vrcholy na východním břehu Fraserova kaňonu, až ke městu Lytton na soutoku řek Thompson a Fraser.
Americká část a přilehlé Skagitské pohoří v Britské Kolumbii jsou známé pro pozoruhodnou krajinu a obtížné pro horolezce kvůli své příkré a drsné topografii. Většina vrcholů je menší než 3 000 metrů, hluboká údolí ale zajišťují vysokou výškovou členitost, často až 1 800 metrů. Zbytek Severních Kaskád je jinak zaledněn a vyznačuje se strmými skalami stoupajícími z náhorních plošin, na kterých se často nacházejí alpínské lučiny.

## Geografie
Velká množství srážek, převážně ve formě sněhu, glaciace a tektonické zvedání vytvořily na západě pohoří pozoruhodnou krajinu. Hluboké trogy vyhloubené ledovci v pleistocénu, od sebe oddělují ostré hřebeny se špičatými vrcholky. Východní a severní části pohoří připomínají spíše náhorní plošinu, výjimkou je Fraserův kaňon na severu.

### Rozsah
Řeka Fraser a sousedící nížiny tvoří severní a severozápadní hranici pohoří. Zatímco severovýchodní hranici vyznačují toky jako Nicoamen, Tulameen a Similkameen, na východě to jsou velké toky Okanogan a Columbia. Na západě je od Pugetova zálivu odděluje úzká pobřežní planina, s výjimkou okolí silnice Washington State Route 11 mezi Bellinghamem a Mount Vernon, kde sousedí se zálivem přímo.

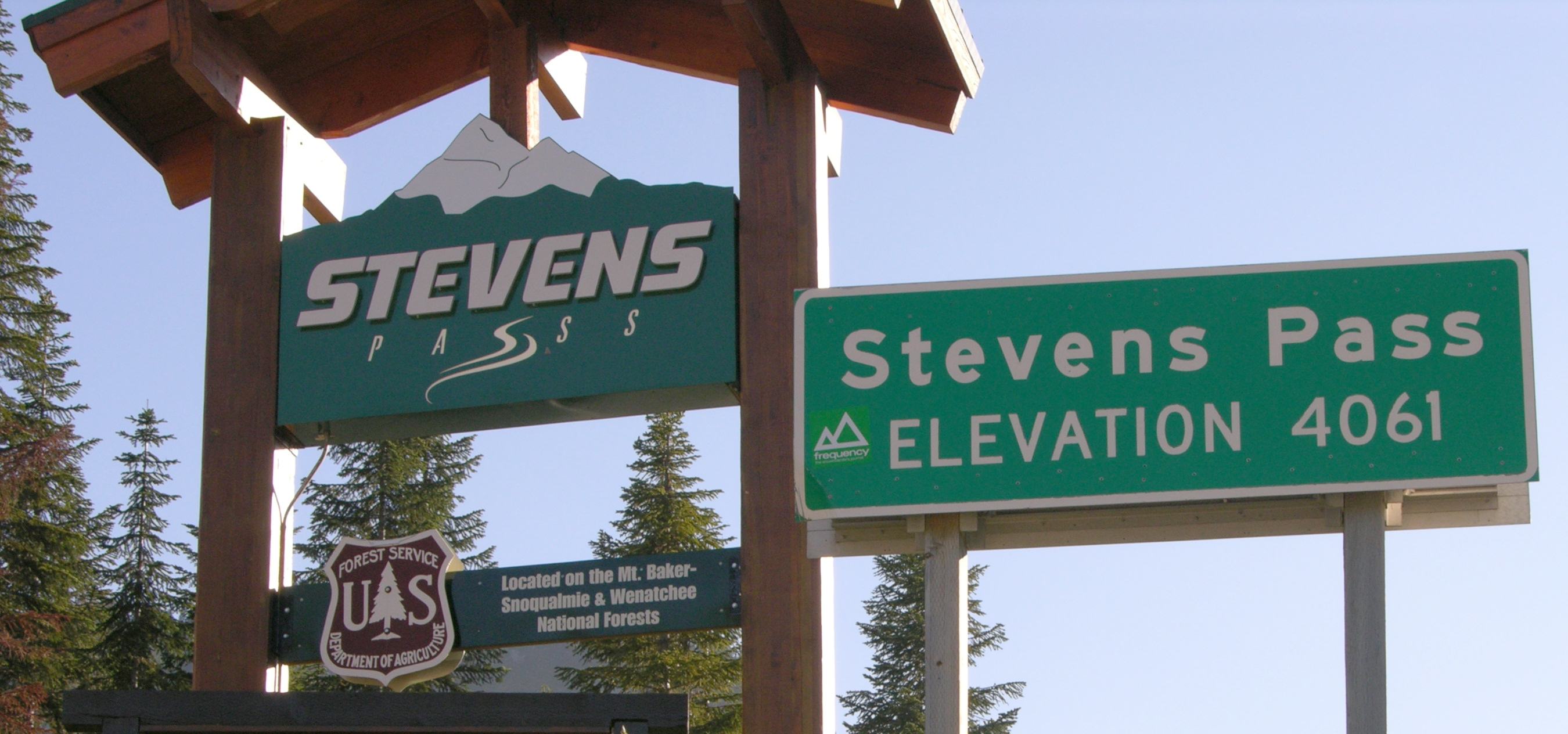
Stevensův průsmyk, který leží na jižní hranici pohoří.

Jižní hranice pohoří už není tak zřetelná. Často za ní bývá označována dálnice U.S. Route 2, která prochází Stevensovým průsmykem a následuje řeky Skykomish a dolní tok řeky Wenatchee. Občas se pro určení používá Snoqualmijský průsmyk a mezistátní dálnice Interstate 90. Někdy je jako Severní Kaskády označována část Kaskádového pohoří, která leží severně od řeky Columbie.
Geologicky, Severní Kaskády sahají až za Stevensův průsmyk a stejný původ má i souostroví Svatého Jana na západě.

### Klima
Podnebí v Severních Kaskádách se velmi liší podle polohy a nadmořské výšky. Západní svahy pohoří jsou mokré a chladné, s 1,5 až 6,3 metry srážek ročně. To vytváří mírný deštný les v hlubokých údolích, se stoupající nadmořskou výškou se podnebí mění v horské a alpínské. Léta jsou poměrně suchá s daleko menším množstvím srážek než v zimě. Východní svahy leží ve srážkovém stínu pohoří a přilehlé nížiny mají charakter polopouští. Stejně jako ve většině horských oblastí, i zde stoupá s nadmořskou výškou úhrn srážek, v zimě jsou hory zasněžené a pokryté ledovcem.
V zimě sněží hodně i na východních svazích a v horských průsmycích. Chladný arktický vítr sem proudí z Britské Kolumbie přes údolí řeky Okanogan. Vzdouvání toho typu větru ho dostává až do nitra pohoří, především do níže položených průsmyků, jako jsou Stevensův a Snoqualmijský průsmyk. Mírnější, pacifický proud větru se díky arktickému proudu drží ve vysokých nadmořských výškách a výsledkem je, že více sněhu napadne právě v těchto průsmycích než na nejvyšších bodech pohoří. Díky tomuto efektu existují v obou průsmycích lyžařská střediska.

## Historie
Na americké straně hranic obývali Severní Kaskády původní obyvatelé z kmenů Nooksacků, Skagitů a Sauk-Suiattlů na západě, na východě to byl kmen Okanaganů a v samém srdci pohoří kmen Nlaka'pamuxů, který nyní žije v Britské Kolumbii. V Kanadě to byli také Nlaka'pamuxové, dále také kmen Sto:lo a skupiny kmene Okanaganů známé jako Dolní a Horní Similkameenové. Také to byli dnes již vyhynulí Nicolští Athapaskanové. Mnoho geografických názvů v pohoří je tedy převzato nebo přeloženo ze jmen původních národů nebo z pidžinového jazyka Chinook Jargon.
Obchodníci s kožešinou připutovali do oblasti v první polovině devatenáctého století a to z Kanady nebo z oregonské Astorie, která leží na řece Columbii. Jedním z prvních byl Alexander Ross z Hudson Bay Company, který překročil pohoří pravděpodobně přes Kaskádový průsmyk. Rozdělení oblasti zavedením hranic na 49. rovnoběžce dalo americké armádě možnost lépe prozkoumat pohoří, přičemž ale také násilně zničili většinu kmenů původních obyvatel na americké straně pohoří. Hudson Bay Company musela navíc hledat jinou cestu pro svůj York Factory Express, kterého musela nyní vézt přes hranice po břehu řeky Okanogan. Dále musela být postavena nová cesta přes Kanadské Kaskády, která vedla ze Spuzzumu přes údolí řeky Coldwater k pevnosti Fort Langley, která tak byla spojená s vnitrozemím. Cesta byla ale příliš náročná a brzy také zrušená. Jižněji položené cesty, které vedly přes nynější Manningův park, položily základy pro novější komunikace, jako například Dewdneyova stezka nebo moderní dálnice Crowsnest Highway, která vede přes Allisonův průsmyk. Jižně od hranic teprve probíhal průzkum pro budoucí železnici, která nyní vede Stevensovým průsmykem na jihu Severních Kaskád.

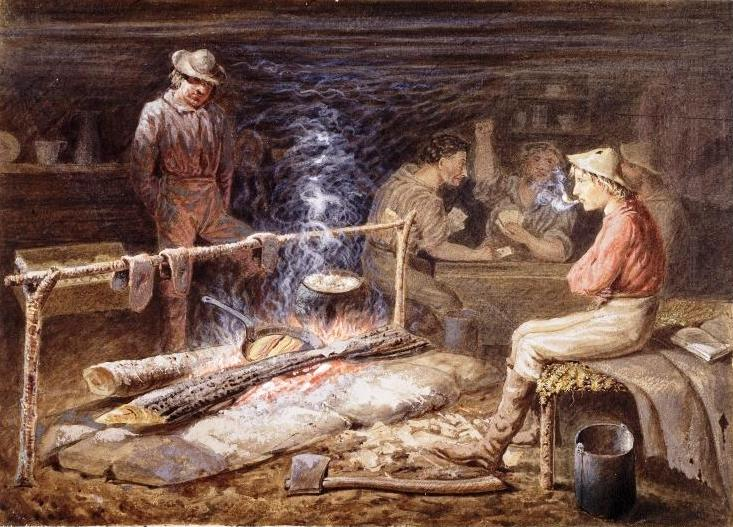
Obraz zachycující atmosféru v době zlaté horečky ve Fraserově kaňonu.

Horníci byli hlavními postavami při průzkumu a rozvoji pohoří až do dvacátého století. Například na jihozápadě Severních Kaskád, ve městě Monte Cristo, vyprodukovali mezi milionem a 2,7 milionu dolarů zlata a stříbra. Holdenský důl u jezera Chelan vyprodukoval 106 tisíc tun mědi a 17 tun zlata. Nález zlata na březích řeky Thompson a na jejím soutoku s řekou Nicoamen v severním rohu pohoří americkými průzkumníky odstartoval zlatou horečku ve Fraserově kaňonu, která přinutila Británii prohlásit Britskou Kolumbii za její královskou kolonii. Zlatá horečka pomohla prozkoumat pohoří východně od Fraserova kaňonu a v údolí řeky Similkameen, což vyústilo v založení měst Princeton, Hope, Lytton a Boston Bar.
Osadníci dorazili do Severních Kaskád i na konci devatenáctého století, kdy chtěli využít zdejší zásoby dřeva a pastviny.

## Geologie
Severní Kaskády se skládají z deformovaných a přeměněných hornin z doby před třetihorami. Pochází z různých částí světa, hory jsou poskládány z teranů z různých dob a míst. Terany jsou od sebe odděleny starobylými zlomy, nejvýznamnější je Straight Creek Fault, který leží mezi Yalem, Hopem, Marblemountem a končí v jezeře Kachess nedaleko Snoqualmijského průsmyku. Na zlomu je jasná evidence horizontálních posunů v minulosti. Může se jednat o důsledek tektonického posunu západního pobřeží Severní Ameriky severně od zbytku kontinentu.
Už 35 milionů let se oceánská kůra Pacifiku podsouvá pod pevninskou, což v oblasti vytvořilo četné sopky a magmatické intruze z dioritu a gabra. Do dnešní polohy se Kaskády začaly vyzdvihovat před osmi miliony lety.

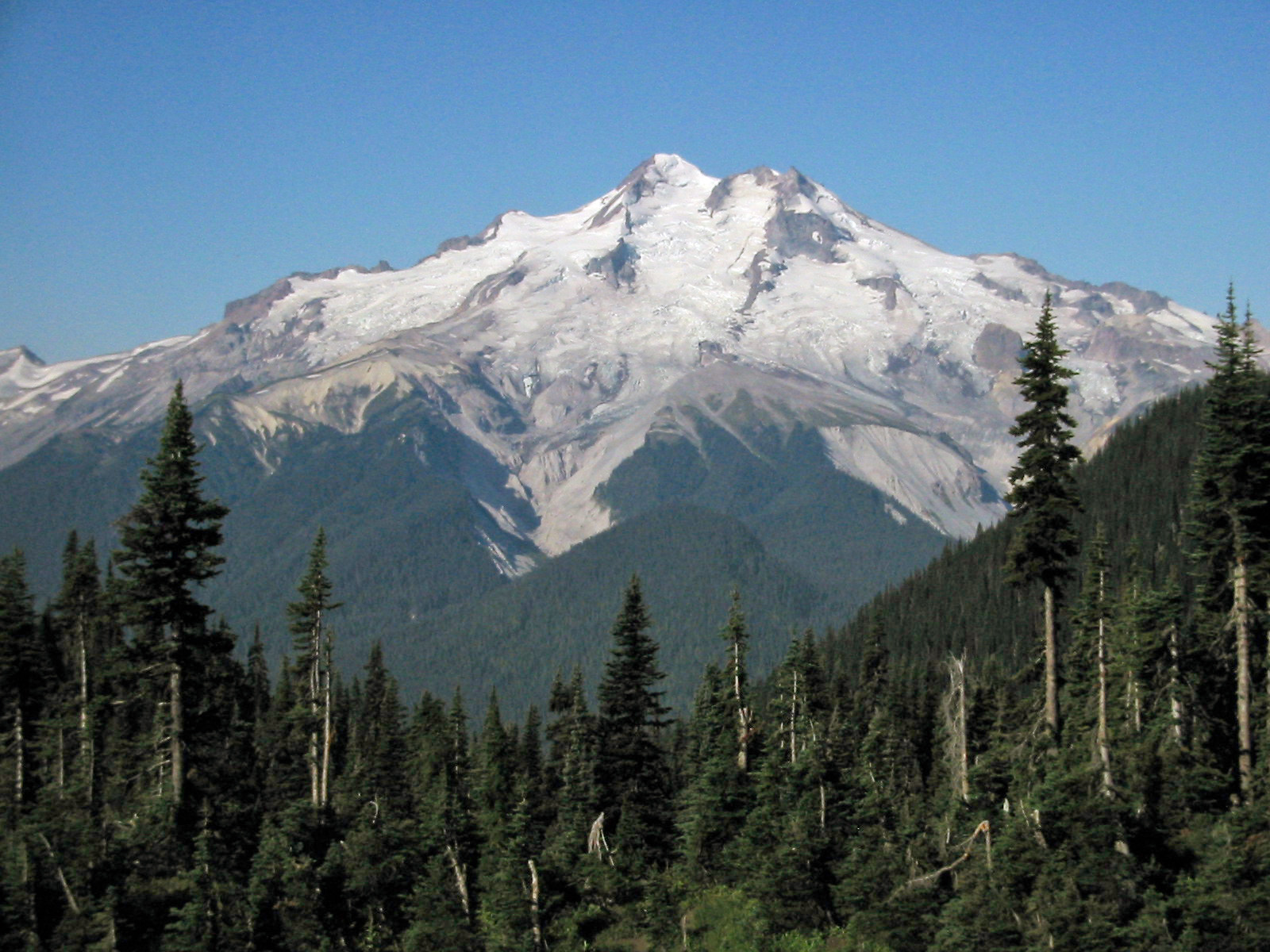
Glacier Peak, sopka pokrytá ledovcem.

Horniny podobné těm z Kaskád bývají nalezeny i v blízkosti hory Mount Meager, v Pobřežních horách. Tato geologická podoba těchto dvou pohoří činí jejich hranice téměř nepoznatelné. V Britské Kolumbii je západní geologickou hranicí řeka Fraser, zatímco ve Spojených státech to je Pugetova nížina i přesto, že geologické podobnosti s pohořím byly nalezeny i na souostroví Svatého Jana. Východní geologickou hranici možná značí zlom Chewack-Pasayten, který od sebe odděluje údolí řeky Methow a Okanaganské pohoří. Na jihovýchodě hraničí pohoří s Columbijskou náhorní plošinou. Jižní hranicí má být jižní konec výskytu magmatických a přeměněných teranů, který se nachází v okolí Snoqulamijského a Nacheského průsmyku.

### Ledovce
Horské ledovce jsou specifické pro celé Kaskádové pohoří, v Severních Kaskádách to ale platí ještě více. Stratovulkány Mount Baker a Glacier Peak jsou zřejmě nejvíce zaledněné vrcholy s největšími ledovci, nevulkanické štíty se ale také mohou pochlubit značnou glaciací. Mezi lety 1900 a 1950 tyto ledovce ustupovaly, v dalších pětadvaceti letech se jich mnoho rozšiřovalo. Od roku 1975 se ústup stal více znatelným, provedlo ho všech 107 ledovců sledovaných v roce 1992. V pohoří se ale nachází přibližně 700 ledovců, některé z nich zřejmě již zmizely. Většina ledovců je v ústupu už od padesátých let minulého století. Způsobuje to problémy zdejšímu vodnímu hospodářství, protože tání ledovců a sněhu vytváří velké zásoby vody.[zdroj?] Obvykle v létě, tající ledovce a sněhy nahrazují úbytek srážek. Kvůli ústupu ledovců bude moci být nahrazeno menší množství srážek.
Severní Kaskády mají oficiálně 756 ledovců o celkové rozloze 270 km². Pro porovnání, celé kontinentální Spojené státy mají pouze 1 100 ledovců o celkové rozloze 530 km².

## Ekologie
Ekologie Severních Kaskád může být popsána od západu k východu na jižním konci pohoří. Nejprve se dostáváme do vyšších a chladnějších poloh, klima se pomalu otepluje až je na východě suché. Přitom protínáme množství ekoregionů. Ekoregiony mohou být rozpoznány podle indikátorových druhů stromů. V Severních Kaskádách to jsou jedlovec západní, jedle bělokorá, jedlovec Mertensův, jedle plstnatoplodá, jedle obrovská a douglaska.
Severní Kaskády také obývá populace savců, ptáků, plazů a obojživelníků. Mezi obojživelníky patří například ropucha západoamerická nebo taricha zrnitá, která je v oblasti výjimečná tím, že zhruba devadesát procent dospělých jedinců v pohoří má žábry.

## Rozdělení na další pohoří
- Severní Kaskády (část v USA)
  - Skagitské pohoří
    - Plaňkové pohoří

  - Chuckanutské hory
  - Entiatské pohoří
  - Chelanské pohoří
- Kanadské Kaskády
  - Skagitské pohoří
    - Cheamské pohoří

  - Hozameenské pohoří
    - Bedded Range

  - Okanaganské pohoří
  - Coquihallské pohoří